# David Ottoson (professor)
David Gustaf Richard Ottoson, född 26 augusti 1918 i Chalgan, Kina, död 27 december 2001 i Lidingö, var en svensk tandläkare och fysiolog. Han var 1974–1985 professor i fysiologi vid Karolinska Institutet. Han blev 1982 ledamot av Vetenskapsakademien och var 1974–1984 ledamot av Karolinska Institutets Nobelkommitté (ordförande 1983–1984). Ottoson är begravd på Lidingö kyrkogård.